# Rashaad Newsome
Pour les articles homonymes, voir Newsome.
Rashaad Newsome est un artiste visuel américain  et le lauréat en 2017 du prix Artist & Edition du Baltimore Contemporary Print Fair,,.

## Biographie
Newsome est né à la Nouvelle-Orléans en 1979. Il a obtenu un baccalauréat ès arts en histoire de l'art de l'Université Tulane en 2001  et également un ancien élève de Film / Video Arts Inc., New York .
Son travail a été présenté au Brooklyn Museum (NYC), au New Orleans Museum of Art (LA), au Madison Museum of Contemporary Art (Madison, WI), et a également figuré dans de nombreuses collections publiques dont le Whitney Museum of American Art (NYC ), le Brooklyn Museum of Art (NYC), le Studio Museum (NYC), le Los Angeles County Museum of Art (CA), Whitney Biennial (NYC) et au MoMA PS1 (NYC),,.

## Expositions, évènements et projets
2015
- شگفت آور (Fabulous), exposition collective (avec Dana Caputo, Farnaz Rabieijah, Jaishri Abichandani, Kate Hush, Lisa Ficarelli-Halpern, Lunar New Year, Tatyana Fazlalizadeh, Shoshanna Weinberger et Ventiko), Shirin Gallery, New York (États-Unis) (17 septembre - 21 octobre 2015)[12]

2012
- Dans le cadre de l'exposition Danser sa vie, It’s Time to Dance Now, Centre national d'art et de culture Georges-Pompidou, Paris (26 janvier 2012)[13]